# Eoparaparchites
Eoparaparchites is een geslacht van uitgestorven kreeftachtigen uit de klasse van de Ostracoda (mosselkreeftjes).

## Soort
- Eoparaparchites opimus Shi & Wang, 1985 †